# Miksicus acuminata
Miksicus acuminata är en skalbaggsart som beskrevs av Fabricius 1775. Miksicus acuminata ingår i släktet Miksicus och familjen Cetoniidae.

## Underarter
Arten delas in i följande underarter:
- M. a. freudei
- M. a. baveanica